# Formido
Formido est une enseigne de magasins de bricolage néerlandaise créée en 1976 à Waddinxveen, vendant principalement des produits de bricolage et de jardinage et appartenant au groupe Maxeda. La superficie moyenne de ces magasins est de 1 850 m2.
En 2014, Formido compte 78 magasins répartis à travers les Pays-Bas, dont 13 sont gérés par Formido et 65 sont franchisés. L'enseigne appartient avec Praxis, Plan-It et Brico a Maxeda.
Au premier semestre de 2008, Formido, Praxis et Brico avaient un chiffre d'affaires combiné de 755 millions d'euros. 